# 多恩米倫巴赫河

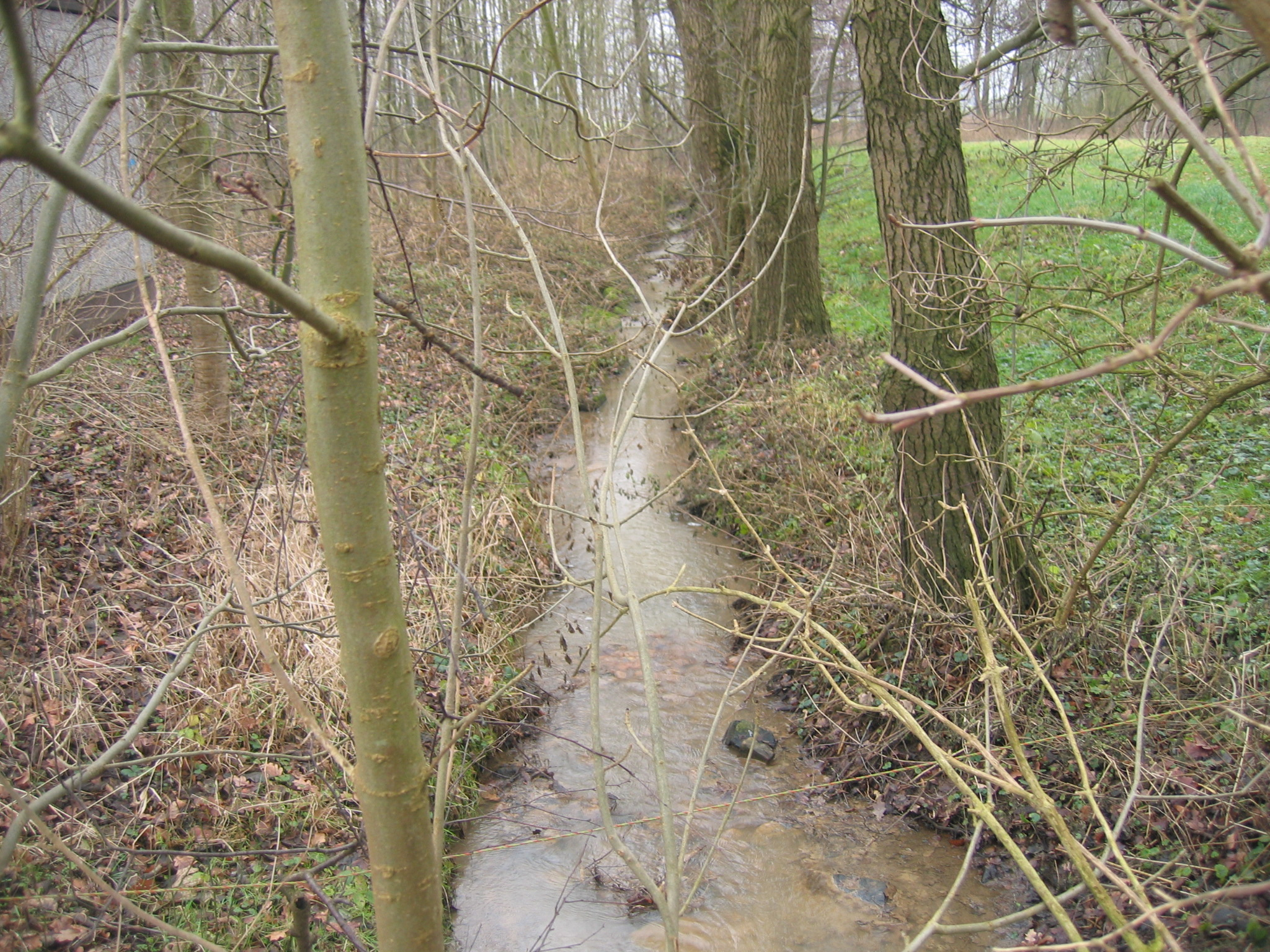

52°13′21.3″N 8°29′30″E / 52.222583°N 8.49167°E
多恩米倫巴赫河（德語：Dornmühlenbach），是德國的河流，位於該國西部，流經北萊茵-威斯特法倫州，屬於達米倫巴赫河的右支流，河道全長2.5公里，流域面積10平方公里。